# مجلس النواب (المغرب)
مجلس النواب المغربي هو أحد غرفتي برلمان المغرب ويُنتخب أعضائه بالاقتراع العام المباشر لمدة خمس سنوات، وتنتهي عضويتهم عند افتتاح دورة أكتوبر من السنة الخامسة التي تلي انتخاب المجلس، (الفصل 37 من الدستور).

## تكوين المجلس
وقد بين القانون التنظيمي المتعلق بتأليف مجلس النواب أمورا منها:
- أن عدد أعضاء مجلس النواب هو 395

عضوا، ينتخبون بالاقتراع العام المباشر عن طريق الاقتراع باللائحة، وفق الشروط التالية:
- 305 عضوا ينتخبون على صعيد الدوائر الانتخابية المحدثة؛
  - 90 عضوا ينتخبون على الصعيد الجهوي، وقد تم التوافق بين الأحزاب السياسية المشاركة على تخصيص هذه اللائحة للنساء.
- أن الانتخاب يجري بالتمثيل النسبي حسب قاعدة أكبر بقية ودون استعمال طريقة مزج الأصوات والتصويت التفاضلي.
- أن الناخبين المؤهلين هم كل المغاربة ذكورا وإناثا المقيدين في اللوائح الانتخابية العامة.
- أنه يشترط في من يترشح لانتخاب مجلس النواب أن يكون ناخبا وألا يقل سنه في تاريخ الاقتراع عن 21 سنة شمسية كاملة.
- أن التصويت حق وواجب وطني.

## رؤساء مجلس النواب
| الرقم | الرئيس              | الحزب                                | الفترة             | الولاية التشريعية |
| ----- | ------------------- | ------------------------------------ | ------------------ | ----------------- |
| 1     | عبد الكريم الخطيب   | الحركة الشعبية                       | 1963 - 1965        | الأولى            |
| 2     | عبد الهادي بوطالب   | مستقل                                | 1970 - 1971        | الثانية           |
| 3     | مهدي بن بوشتة       | حزب الاستقلال                        | 1971 - 1972        | الثالثة           |
| 4     | الداي ولد سيدي بابا | التجمع الوطني للأحرار                | 1977 - 1983        | الثالثة           |
| 5     | أحمد عصمان          | التجمع الوطني للأحرار                | 1984 - 1992        | الرابعة           |
| 6     | محمد جلال السعيد    | الاتحاد الدستوري                     | 1992 - 1997        | الخامسة           |
| 7     | عبد الواحد الراضي   | حزب الاتحاد الاشتراكي للقوات الشعبية | 1997 - 2002 - 2007 | السادسة السابعة   |
| 8     | مصطفى المنصوري      | التجمع الوطني للأحرار                | 2007 - 2010        | الثامنة           |
| 9     | عبد الواحد الراضي   | حزب الاتحاد الاشتراكي للقوات الشعبية | 2010 - 2011        | الثامنة           |
| 10    | كريم غلاب           | حزب الاستقلال                        | 2012- 2014         | التاسعة           |
| 11    | رشيد الطالبي العلمي | التجمع الوطني للأحرار                | 2017 - 2014        | التاسعة           |
| 12    | حبيب المالكي        | حزب الاتحاد الاشتراكي للقوات الشعبية | 2021 - 2017        | العاشرة           |
| 13    | رشيد الطالبي العلمي | التجمع الوطني للأحرار                | 2021 - 2026        | الحادية عشر       |

## هياكل مجلس النواب

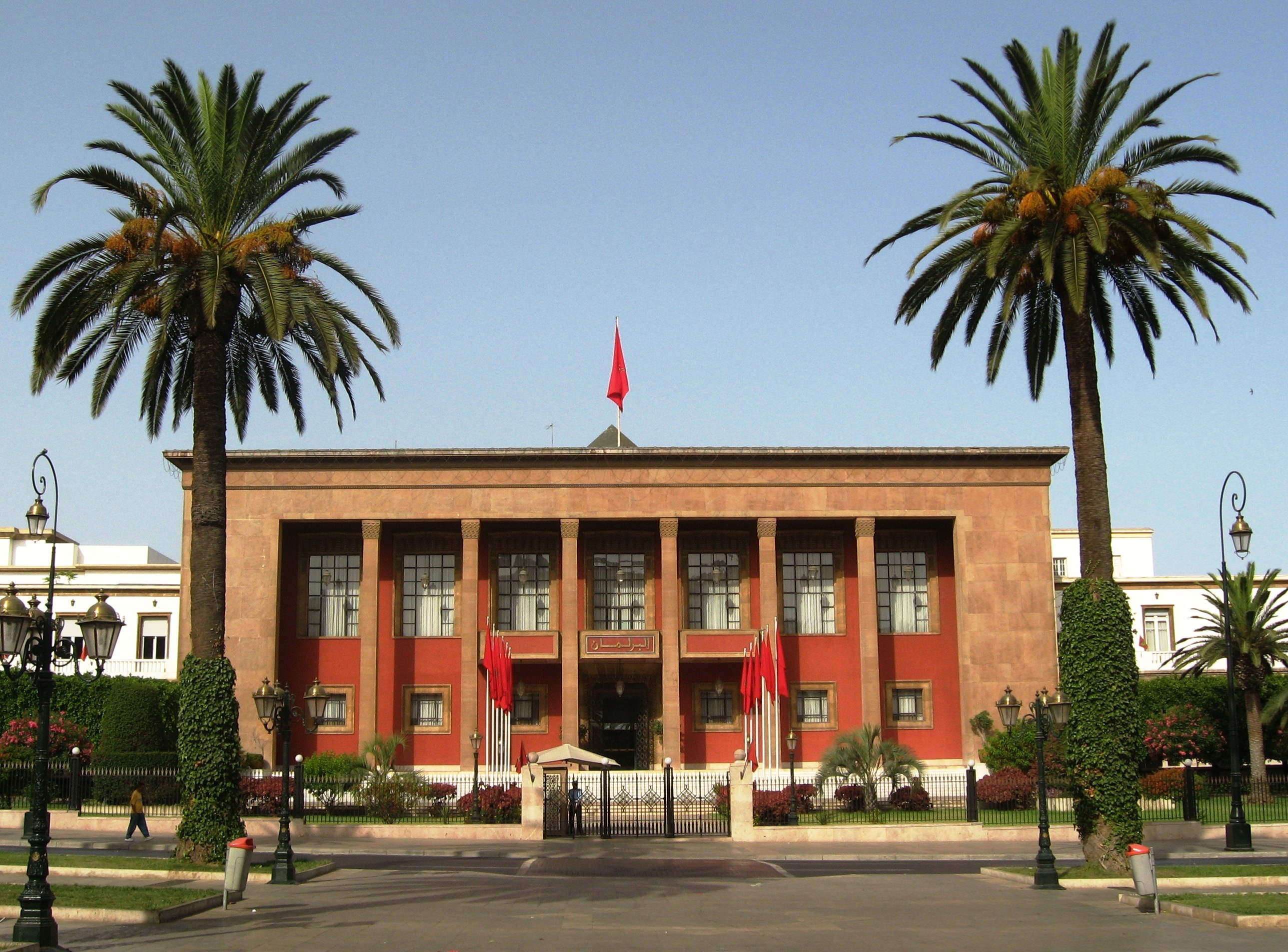
مبنى البرلمان المغربي في الرباط

### مكتب المجلس
مكتب مجلس النواب هو مكتب ينتخبه أعضاء مجلس النواب ومن مهامه الإشراف على مناقشات المجلس وتنظيم المصالح التابعة له وإدارتها و إعداد جدول الأعمال وهو المنسق الفعلي بين مصالح المجلس ويتكون هذا المكتب من
- الرئيس
- ثمانية نواب للرئيس : النائب الأول، والنائب الثاني، ....
- محاسبان اثنان
- ثلاث أمناء
كما تقدم فرق المعارضة أسماء مرشحيها لمنصب محاسب واحد أو أمين واحد ولا يحق الترشح لأحدهما أو لهما إلا نائبة أو نائب من المعارضة .
ونص القانون المغربي في الفصل 62 على أن رئيس مجلس النواب ينتخب مرتين، الأولى في مستهل الفترة النيابية، والثانية في دورة أبريل للسنة الثالثة من هذه الفترة، وذلك لما تبقى منها.
وينتخب أعضاء مكتب المجلس لمدة سنة على أساس التمثيل النسبي لكل فريق. وقد بيّن النظام الداخلي لمجلس النواب مما يتألف المكتب وقد سبق لنا ذكر ذلك، كما فصل في كيفية انتخاب الرئيس وفي حال خلو منصبه، وكذا في كيفية انتخاب المكتب، وذلك كما يلي: ينتخب الرئيس عن طريق الاقتراع السري كتابة بالأغلبية المطلقة للأعضاء الذين يتكون منهم المجلس في الدور الأول؛ وبالأغلبية النسبية في الدور الثاني؛ وعند تعادل الأصوات، يعتبر المرشح الأكبر سنا فائزا؛ فإن انتفى فارق السن مع التساوي في الأصوات يتم اللجوء إلى القرعة لتعيين الفائز. في حالة خلو منصب رئيس مجلس النواب لسبب من الأسباب، يتم انتخاب رئيس جديد لما تبقى من الفترة الأولى أو الثانية في أجل حسب الحالة، حيث إذا وقع الشغور وكانت الدورة منعقدة، ففي مدة أقصاها خمسة عشر يوما، أما إذا وقع خارج الدورات يتعين عقد دورة استثنائية في مدة أقصاها 15 يوما، من تاريخ شغور منصب الرئيس. وإلى حين انتخاب رئيس جديد يقوم مقامه أحد نوابه بحسب ترتيبهم ويمارس هذا الأخير كل اختصاصات الرئيس باستتناء الاختصاصات المنصوص عليها في الفصول 44 و 54 و 55 و 59 و 67 و 79 و 96 و 104 و 132 من الدستور .
أما فيما يخص انتخاب باقي أعضاء المجلس فهناك تشابه في الفترة الانتخابية للرئيس لكن بحسب المادة 19 من النظام الداخلي للمجلس يجب على كل فريق تقديم إلى الرئيس في أجل أقلّه 24 ساعة قبل افتتاح جلسة الانتخاب، قائمة بأسماء مرشحيه، وترفض كل قائمة يتجاوز عددها العدد المقرر.
وفيما يخص اختصاصات مكتب مجلس النواب يتولى ممارسة المهام التي يخولها له الدستور، والنظام الداخلي، كما يتولى
المكتب ممارسة مهام تدبير وتسيير شؤون المجلس بما فيها المهام التالية:
- تطوير وتأهيل عمل المجلس؛
- تنظيم العلاقات الخارجية؛
- شؤون النائبات والنواب؛
-الموارد البشرية؛
- المحافظة على ممتلكات المجلس؛
- التواصل والإعلام والتوثيق.
هذا بالإضافة إلى تحديده الموارد المالية المخصصة للفرق النيابية والمجموعات النيابية، ويوزع المكتب الغلاف المالي المخصص لهذه الأخيرة . يضع المكتب الهيكلة الإدارية للمجلس ويتولى تحديد المهام لكل وحدة إدارية.
يضع المكتب جدول أعمال المجلس ويتضمن هذا الجدول مشاريع القوانين ومقترحات القوانين، بالأسبقية ووفق الترتيب الذي تحدده الحكومة، وفقا لأحكام الفصل الثاني والثمانين من الدستور، ويبلغه بمجرد وضعه إلى رئيس الحكومة ورئيس مجلس المستشارين ورؤساء اللجان ورؤساء الفرق والمجموعات النيابية وإلى النواب غير المنتسبين لأي فريق في المكان المخصص لمراسلاتهم.
يضع المكتب ميزانية المجلس ويسير شؤونه المالية، تسجل الاعتماد المرصودة لميزانية المجلس في الميزانية العامة للدولة. يضع المكتب الأنظمة الخاصة لتنظيم وتسيير المرافق الإدارية والمالية للمجلس.

### اللجان الدائمة
اللجان الدائمة لمجلس النواب المغربي تسعة هي:
1. لجنة الخارجية والدفاع الوطني والشؤون الإسلامية والمغاربة المقيمين بالخارج.
2. لجنة الداخلية والجماعات الترابية والسكنى وسياسة المدينة.
3. لجنة العدل والتشريع وحقوق الإنسان.
4. لجنة المالية والتنمية الاقتصادية.
5. لجنة القطاعات الاجتماعية.
6. لجنة القطاعات الإنتاجية.
7. لجنة البنيات الأساسية والطاقة والمعادن والبيئة.
8. لجنة التعليم والثقافة والاتصال.
9. لجنة مراقبة المالية العامة.

## الأحزاب المتصدرة

التجمع الوطني للأحرار (102 مقعدا)
حزب الأصالة والمعاصرة (86 مقعدا)
حزب الاستقلال (81 مقعدا)
الاتحاد الاشتراكي للقوات الشعبية (35 مقعدا)
الحركة الشعبية (29 مقعدا)
حزب التقدم والاشتراكية (21 مقعدا)
الاتحاد الدستوري (18 مقعدا)
حزب العدالة والتنمية (13 مقعدا)
الحركة الديمقراطية والاجتماعية (5 مقاعد)
جبهة القوى الديمقراطية (3 مقعد)
الحزب الاشتراكي الموحد (1 مقاعد)
فدرالية اليسار الديمقراطي (1 مقعد)

## أنظر أيضاً
- برلمان مغربي
- مجلس المستشارين المغربي
- سياسة المغرب

## وصلات خارجية
- الموقع الرسمي لمجلس النواب المغربي